# Tetropiopsis
Tetropiopsis is een kevergeslacht uit de familie van de boktorren (Cerambycidae). De wetenschappelijke naam van het geslacht werd voor het eerst geldig gepubliceerd in 1899 door Chobaut.

## Soorten
Tetropiopsis is monotypisch en omvat slechts de volgende soort:
- Tetropiopsis numidica Chobaut, 1899